# Cayratia cumingiana
Cayratia cumingiana là một loài thực vật hai lá mầm trong họ Nho. Loài này được (Turcz.) Galet miêu tả khoa học đầu tiên năm 1967.